# Liste der Nummer-eins-Hits in Australien (1963)
Diese Liste enthält alle Nummer-eins-Hits in Australien im Jahr 1963. Es gab in diesem Jahr 26 Nummer-eins-Singles.
| Singles |
| --- |
| - The Tijuana Brass feat. Herb Alpert – The Lonely Bull / Acapulco - 3 Wochen (15. Dezember 1962 – 4. Januar 1963) - The Four Seasons – Big Girls Don't Cry / Conny-O - 1 Woche (5. Januar – 11. Januar) - Elvis Presley – Return to Sender - 3 Wochen (12. Januar – 1. Februar) - The Shadows – The Boys - 2 Wochen (2. Februar – 15. Februar) - Del Shannon – Little Town Flirt - 1 Woche (16. Februar – 22. Februar) - The Rooftop Singers – Walk Right In - 1 Woche (23. Februar – 1. März) - Ned Miller – From a Jack to a King - 2 Wochen (2. März – 15. März) - Paul & Paula – Hey Paula - 3 Wochen (16. März – 5. April) - The Four Seasons – Walk Like a Man - 1 Woche (6. April – 12. April) - Roy Orbison – In Dreams - 2 Wochen (13. April – 26. April) - The Chantays – Pipeline - 4 Wochen (27. April – 24. Mai) - Little Peggy March – I Will Follow Him - 2 Wochen (25. Mai – 7. Juni) - Bill Justis – Tamoure - 4 Wochen (8. Juni – 5. Juli) - Lesley Gore – It's My Party - 1 Woche (6. Juli – 12. Juli) - Kyū Sakamoto – Sukiyaki - 2 Wochen (13. Juli – 26. Juli) - Johnny O’Keefe – Move Baby Move / You'll Never Cherish a Love So True - 2 Wochen (27. Juli – 9. August) - Jan and Dean – Surf City - 1 Woche (10. August – 16. August) - Rob E.G. – 55 Days at Peking - 4 Wochen (17. August – 13. September) - Allan Sherman – Hello Muddah, Hello Fadduh! (A Letter from Camp) - 1 Woche (14. September – 20. September) - The Atlantics – Bombora - 2 Wochen (21. September – 4. Oktober) - Helen Shapiro – No Trespassing / Not Responsible - 2 Wochen (5. Oktober – 18. Oktober) - Roy Orbison – Blue Bayou / Mean Woman Blues - 2 Wochen (19. Oktober – 1. November) - Kathy Kirby – Dance On - 3 Wochen (2. November – 22. November) - Jimmy Gilmer and the Fireballs – Sugar Shack - 3 Wochen (23. November – 13. Dezember) - Gerry and the Pacemakers – You'll Never Walk Alone - 2 Wochen (14. Dezember – 27. Dezember) - The Beatles – I Want to Hold Your Hand - 7 Wochen (28. Dezember 1963 – 19. Februar 1964) |

Siehe auch: Nummer-eins-Hits 1963 in  Belgien, Deutschland, Finnland, Frankreich, Irland, Italien, den Niederlanden, Norwegen, Spanien, den Vereinigten Staaten und im Vereinigten Königreich.